# OKB-1 EF 131
Das EF 131 (Entwicklungsflugzeug) war ein aus der Junkers Ju 287 entwickelter Strahlbomber. Es entstand kurz nach dem Zweiten Weltkrieg in Dessau durch die Arbeit einer unter sowjetischer Kontrolle stehenden deutschen Entwicklungsmannschaft, in der unter anderem auch Brunolf Baade mitarbeitete.

## Entwicklung
Grundlage für die Konstruktion des EF 131 war die Ju 287 V2, die bis zum Kriegsende nicht mehr fertiggestellt werden konnte. Der Zusammenbau des EF 131 begann im Januar 1946, wobei viele Teile der Ju 287 V2 verwendet werden konnten. Im Gegensatz zur vierstrahligen Ju 287 V1 erhielt die EF 131 sechs Jumo-004-Triebwerke, die in je zwei Dreierpaketen unter den Flügeln befestigt waren. Neu waren der modifizierte Rumpf, das Leitwerk und das Fahrwerk. Die Rollerprobung fand ab dem 12. August 1946 statt. Danach wurde die Maschine auseinandergebaut und samt Entwicklungmannschaft ab dem 16. September 1946 ins 100 Kilometer nördlich von Moskau liegende Podberesje transportiert, wo die Versuche unter dem Namen OKB-1 EF 131 fortgeführt wurden.
Die Flugerprobung der Maschine, während der sie 4,5 Flugstunden absolvierte, begann am 23. Mai 1947 auf dem Flugplatz Stachanowo mit dem deutschen Piloten Paul Jülge und dauerte bis zum Oktober, dann wurde sie wegen des nahenden Winters ausgesetzt. Da das EF 131 während der kalten Jahreszeit ungeschützt im Freien abgestellt war, dauerte es bis zum Juni nächsten Jahres, bis es nach einigen Reparaturen bereit für weitere Tests war. Dazu kam es jedoch nicht mehr, denn am 21. Juni 1948 wurde die Einstellung des Programms angeordnet.
Die Versuche erbrachten einige Erkenntnisse über das Flugverhalten von negativ (vorwärts) gepfeilten Flugzeugen. Besonders problematisch erwies sich, dass bei höheren Geschwindigkeiten sich die Tragflügelspitzen nach oben aufstellten. Das Problem konnte damals nicht gelöst werden. Nach deren Abbruch im Juni 1948 wurde unter Verwendung von Teilen des geplanten zweiten EF 131 das EF 140 mit zwei Mikulin-AM-TKRD-01-Turbinen entwickelt und ab 1948 erprobt.

## Technische Daten
| Kenngröße             | Daten                                                                                                 |
| --------------------- | --- |
| Besatzung             | 3 |
| Spannweite            | 19,40 m                                                                                               |
| Länge                 | 20,47 m                                                                                               |
| Höhe                  | 5,7 m                                                                                                 |
| Vorwärtspfeilung      | 19°50'                                                                                                |
| Startmasse            | rund 23.000 kg                                                                                        |
| Antrieb               | sechs Jumo 004B-2 mit je 8,9 kN in zwei Dreierpaketen unter jedem Tragflügel                          |
| Höchstgeschwindigkeit | 860 km/h in 5.000 m Höhe 970 km/h in 9.000 m Höhe                                                     |
| Gipfelhöhe            | 11.100 m                                                                                              |
| Bewaffnung            | vier paarig angeordnete 13-mm-Maschinengewehre MG 131 in zwei ferngesteuerten Waffenständen (geplant) |